# アフリカマイマイ
アフリカマイマイ（Achatina fulica (Ferussac, 1821)、英: East African land snail, Giant African snail、独: Afrikanische Riesenschnecke）は、腹足綱柄眼目アフリカマイマイ科に分類されるカタツムリ。近縁種とともに世界最大の陸産巻貝の一種である。本種を中間宿主とする寄生虫・広東住血線虫は、ヒトに寄生した場合、好酸球性髄膜脳炎を引き起こし、場合によっては死に至る。身体に触れたり、這った跡に触れたりしても、寄生虫に寄生される危険がある。
日本では植物防疫法により有害動物指定を受けているうえ、分布地からの生体の持ち込みは禁止されており、世界各国でも本種の生体の持ち込みは禁止されている。一方、外来生物法においても生態系被害防止外来種に指定されており、世界の侵略的外来種ワースト100 (IUCN, 2000) 選定種にもなっている。

## 特徴
成貝の殻径が7から8センチメートル、殻高が20センチメートル近くに達する世界最大級のカタツムリである。 殻は右にも左にも巻くが、一般的には右巻きの方が多い。殻の色は食性により変化し、通常は茶色が多い。

## 生態
夜行性で昼間は畑地に隣接した草むらや林縁の藪などの土中に潜んでおり、夜になるとエサを求めて移動する。動きが鈍いカタツムリのイメージとは異なり、移動速度はかなり速く、一晩で50メートル以上も移動する。
雑食性で広汎な食性を有し、植物の生葉や落ち葉、動物の死骸、菌類など幅広い。殻を構築するカルシウム分を補給するため、在来の陸生貝類同様コンクリートをかじることもする。そのほか、まれに共食いをすることがある。とくに農作物などの柔らかい植物が大好物で、ゆえに農業害虫として農家から非常に嫌われている。ナメクジと同様、ビールを非常に好む。
雌雄同体かつ卵生であり、自家受精できないので2匹が出会うと交尾し、その双方が産卵する。交尾は30分から2時間ほどかかり、一度の交尾で得た精子は体内で2年ほど保存できる。1回の産卵数は100 - 1000個以上であり、これを約10日の周期で繰り返す。成長も早く、孵化後半年から1年で成貝になる。
生命力も強靭で、原産地のアフリカの環境に適応しているため、乾燥に強い。殻口に蓋をして仮眠状態になり、半年以上持ちこたえる。ただし低温には弱い。成貝の寿命は、歯舌が磨り減って摂食不可になるまでの3 - 5年ほどである。

## 分布
東アフリカのモザンビーク、タンザニア付近のサバンナ地域が原産といわれている。主として人為的に移植されて分布を広げ、現在は東南アジア、インド洋、太平洋域の大陸島・海洋島（モーリシャス、スリランカ、ハワイ諸島、台湾、タヒチなど）、西インド諸島、カリブ海沿岸地域といった熱帯地方のほとんどに分布している。
日本では南西諸島のうち奄美大島、徳之島、沖永良部島、与論島、沖縄本島、宮古島、石垣島に、小笠原諸島のうち父島、母島、南鳥島に分布する。気温の関係から奄美より北には定着できないとされていたが、2007年10月に鹿児島県出水市と指宿市で計130個体が発見され、県による駆除作業が行われている。いずれのケースでも複数個体は見つかっていないが、定着した可能性も否定できず、捕獲罠を仕掛けるなど、警戒を強めている。

## 日本に定着した経緯
日本における本種が分布するいずれの島においても、食用目的で人為的に移植された経緯がある。食用として1932年（あるいは1933年）に、台北帝国大学の教授下條久馬一より、シンガポールから台湾への最初の流入が行われた。
沖縄本島には、1932年以降に台湾経由で移入され、当初は養殖動物として厳重な隔離下で飼育されていたが（食用という訳ではない）、沖縄戦を機に、これらの飼育個体が野外に逸出した。なお、台湾ではいまでも本種を養殖しており、一部ではあるが食用にしている人々もいる。奄美大島へも、やはり食用として大日本帝国陸軍が持ち込んだほか、小笠原諸島へはジャワ島から持ち込まれた。
沖縄県では、逸出時期がちょうど敗戦直後の食糧難の時代であり、途方もなく大きな本種は当時県民の格好の蛋白源になった。しかしほどなく食糧事情は好転し、日本にもとより陸産巻貝を食べる習慣がなかったことや、外観が敬遠されるようになり、放置された個体が旺盛な繁殖力で爆発的に増加した。
小笠原諸島や沖縄県では一時期大発生し、道路上一面を本種が占め、それを自動車が踏み潰しながら走る光景が日常的であった。本種による農業被害も甚大になり、小笠原諸島では駆除した本種を各自治体が買い上げることで対処していたが、小1時間でトラック1台を満杯にしたという。1970年になると、沖縄県で好酸球性髄膜脳炎の患者が初めて確認され、病原体である広東住血線虫（Angiostrongylus cantonensis）の中間宿主である本種は、さらに忌み嫌われることになった。
その後、沖縄県では防除剤で定期的に駆除するようになり、その効果もあってか1985年ごろから個体数が徐々に減少していったが、それでもまだ根絶はされておらず、現在も目にすることができる。なお、小笠原諸島の父島では、1989年を境に個体数が激減したが、母島の個体群は健在である。父島個体群激減の原因は不明だが、外来の陸生プラナリア（コウガイビル）の一種であるニューギニアヤリガタリクウズムシ（小笠原諸島の陸産貝類の個体群を捕食により、次々に壊滅状態に追い込んでいる）が関係しているものと見られる。

## 生態系に及ぼした影響
広汎な食性を有し、強靭な生命力、無類の繁殖力を誇る本種は、侵入先の生態系に壊滅的な影響を与える。とくに大陸と隔絶されている海洋島の生態系に対しては、天敵に対して無防備な固有種植物群を絶滅に追い込むまで、根こそぎ食い荒らしてゆく。
旺盛な食欲でエサを横取りするという一次被害はもとより、それ以上に本種が海洋島の陸産貝類固有種に与えた二次被害は計り知れない。主として太平洋の海洋島においては、本種を駆除するために肉食性のヤマヒタチオビ Euglandina rosea (Ferussac, 1821) が導入された。
しかし、いずれの島においてもヤマヒタチオビは本種に見向きもせず、捕食しやすい種を狙ったので、各島における陸産巻貝固有種は危機的なまでにその数を減らし、特にハワイ諸島やタヒチにおいてはかなりの数の種が絶滅した。
日本もその例に漏れず、1960年代にヤマヒタチオビを導入した小笠原諸島父島において、陸産貝類固有種は1属を除いて絶滅した。残った小笠原固有種カタマイマイ属の命脈も、ニューギニアヤリガタリクウズムシの侵入を受け、風前の灯火と化している。安易な生物の人為移入が環境にいかなる負荷をかける結果になるかを、如実に示す実例となっている。

## 人間との関わり

### 食用
日本では食用として定着しなかった本種であるが、養殖して食用や輸出に用いている国もある。フランスでも絶滅寸前のエスカルゴ・ド・ブルゴーニュの代用品として使用されており、日本ではインドネシア産の業務用缶詰が多く流通している。台湾などでも食用にするが、100℃で3分間加熱すれば広東住血線虫は死滅する。

### 粘液の利用
韓国やアメリカでは主に食用エスカルゴ由来の粘液に含まれるムチンが保湿材として化粧品やフェイスパックに使われるが、タイでは本種が粘液の採取に利用されている。2014年現在、タイ国内には80の養殖場が存在し、ナコーンナーヨック県の養殖場の例では一ヶ所で1000匹以上のアフリカマイマイが飼育されている。

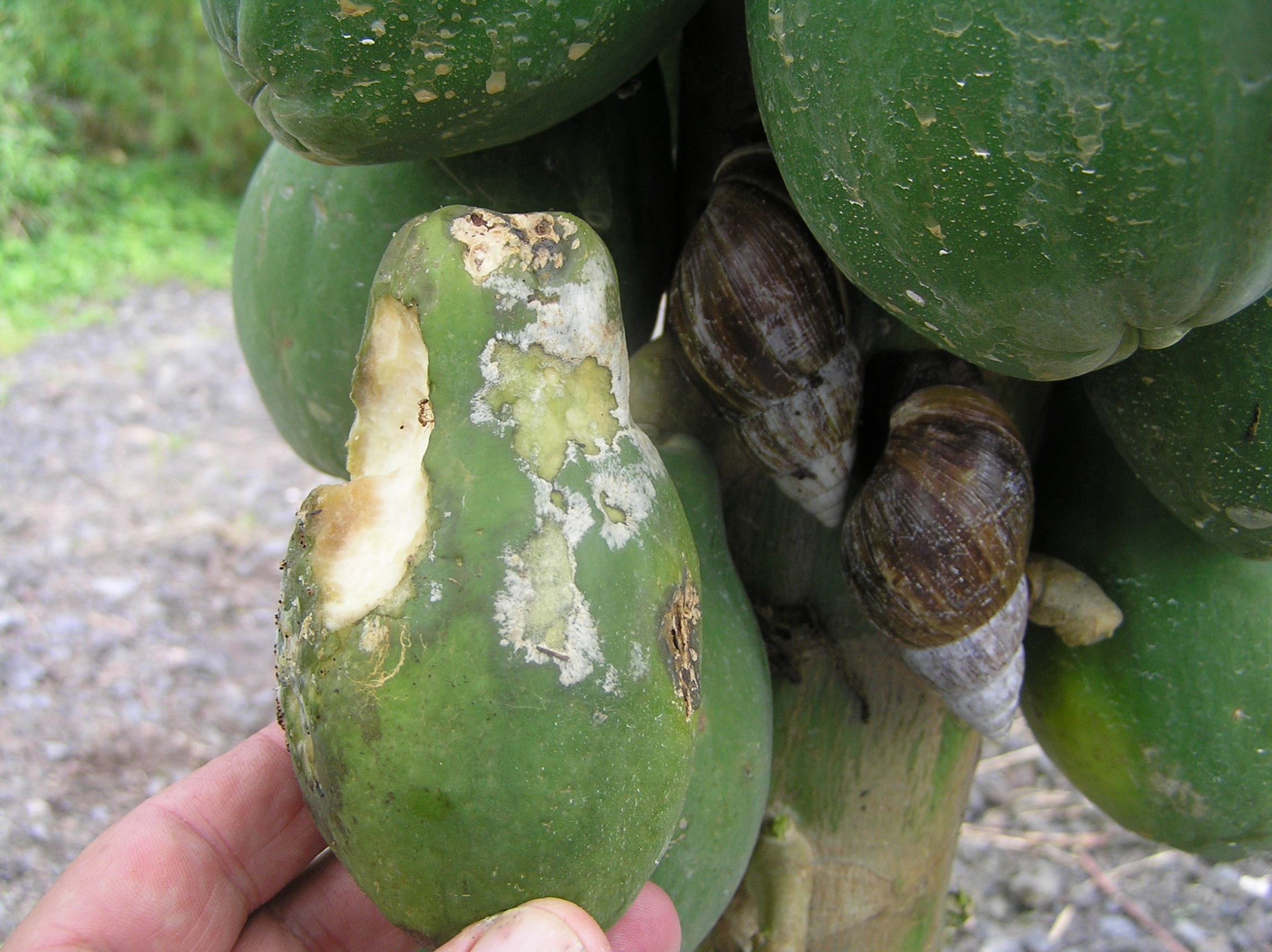
アフリカマイマイの食害を受けたパパイヤ（ハワイ）

### 外来生物として
日本において、本種は植物防疫法により有害動物指定を受けており、生息地である奄美群島、沖縄県、小笠原諸島の各島からの持ち出しおよび日本本土への持ち込みは禁止されている。また、日本に限らず世界各国で本種の生体の持ち込みは禁止されており、アメリカ合衆国においては国内移動であっても厳しく罰せられる。日本では1985年以降、ニューギニアヤリガタリクウズムシを輸入し、植物検疫所が本種の防除に使えないか研究を続けている。

### 寄生虫症
本種を中間宿主とする広東住血線虫症に感染することで発病する好酸球性髄膜脳炎については、1970年に沖縄県で我が国初の症例が報告され、以来54例が報告されている。うち35例は沖縄県で感染したと推定される。2000年には沖縄県で7歳の少女が死亡している。
小笠原諸島ではかなりの確率で広東住血線虫の本種への寄生が確認されている。ゆえに本種に素手で触れるのは無論のこと、本種の這った跡に触れることや、這った跡の残る野菜類を生のまま口にするのも危険である。なお、本種の駆除や防除にはナメクジ用の農薬が効く。ナメクジ同様、ビールを用いた罠を仕掛けるのもよい。

## その他
オカヤドカリは、アフリカマイマイの殻をしばしば利用している。陸生巻き貝の殻は殻質が薄いものが多く、厚みのあるものはほとんどない。オカヤドカリは殻質の厚い貝が好みであり、沖縄県では大型の個体はたいていアフリカマイマイの殻を使っている。
インド洋、太平洋のほぼすべての離島に導入されて定着した本種だが、オーストラリア領クリスマス島のように定着できなかった島もある。同島に定着できなかったのは、島に多数生息するクリスマスアカガニが幼貝の強力な天敵になったからと考えられている。
2016年9月下旬に、名古屋市港区空見町の事務所の近くでアフリカマイマイと見られる個体が一体発見された。発見されたのは一個体のみであり、また周囲に生存に適した環境がないことから繁殖はしていないと判断され、検疫官により処理された。